# Италия (сорт грозде)
Вижте пояснителната страница за други значения на Италия.
Италия е десертен сорт грозде, селектиран в Италия през 1911 г. от Луиджи и Алберто Пировано, където има по-значително разпространение. Кръстоска на сортовете Бикан и Хамбургски мискет. Разпространен е в почти всички лозарски страни, но не е водещ сорт. В България се среща на малки площи във всички лозарски райони.
Известен е и с имената: Италиански мускат, Мускат Италия, Пировано 65, Голдони.
Лозите са силно растящи със средна родовитост. Лозите се нападат от гъбни болести и неприятели. Чувствителни са на ниски зимни температури. Склонен е на изресяване.
Италия е късно зреещ сорт. Гроздето узрява през втората половина на септември.
Гроздът е среден до голям (17,9/10,6 см), коничен, полусбит, понякога разклонен. Средната маса на един грозд е 210 – 420 г. Зърната са много едри (23,8/20,6 мм), продълговати с изпъкнали страни. Кожицата е тънка, жилава, златистожълта, понякога с ръждиви петна от огряната от слънцето страна, с изобилен восъчен налеп. Консистенцията е месесто-сочна, с хармоничен силен мискетов вкус.
Италия е типичен десертен сорт. Гроздето му натрупва достатъчно захари (16 – 18 %) при умерено съдържание на титруеми киселини (5 – 6 г/дм3). Издръжлив е на дълъг транспорт и съхранение.